# Oberhausen
Oberhausen este un oraș în landul Renania de Nord-Westfalia, Germania. Are d.p.d.v. administrativ statut de district urban, și intră în categoria "orașe mari" (212.000 de locuitori).